# Эль-Махра
Эль-Махра (араб. ٱلْمَهْرَة‎) — мухафаза в Йемене. Административный центр — город Эль-Гайда. Площадь составляет 82 405 км².

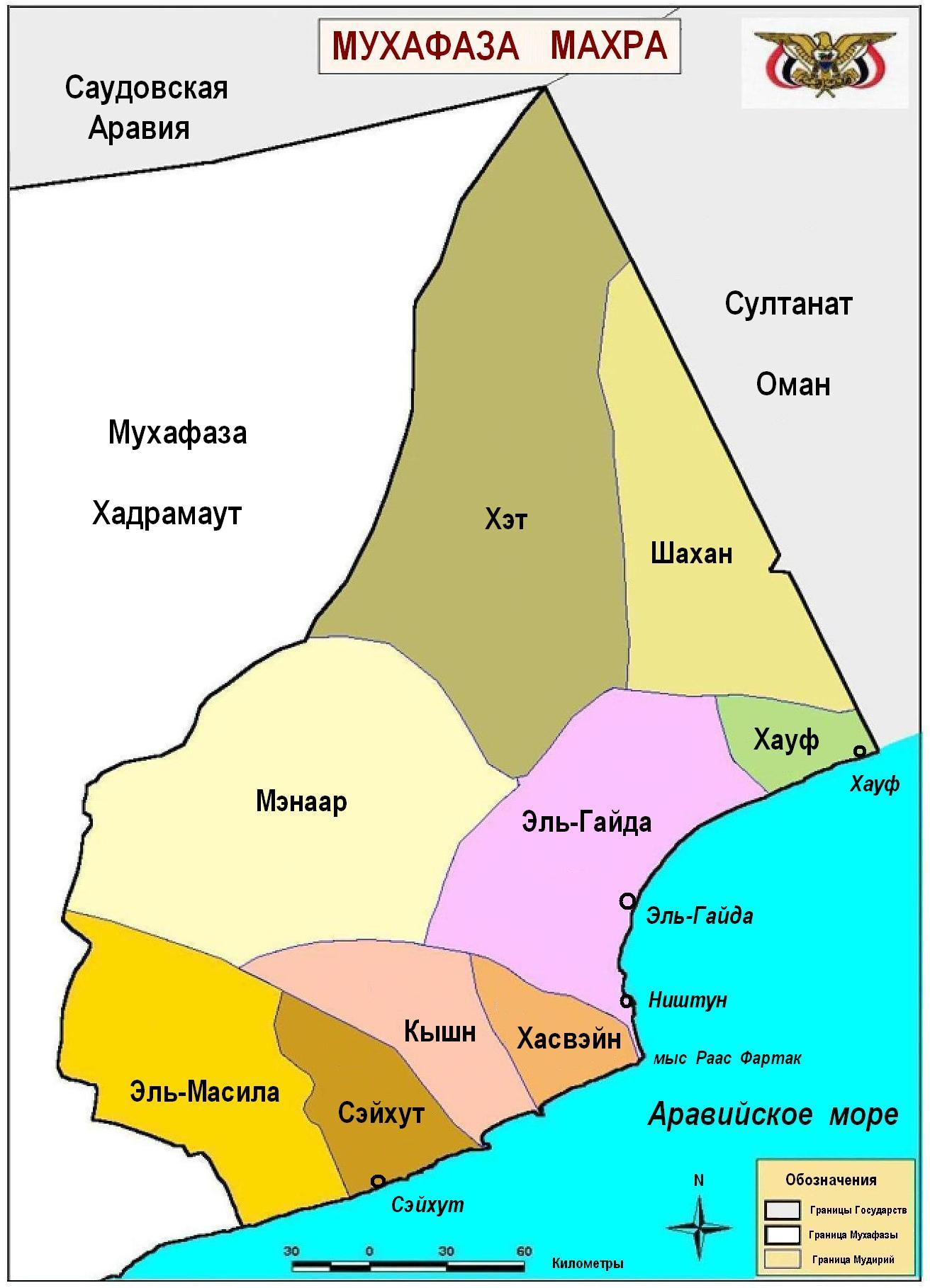
Разделение мухафазы Махра на мудирийи.

## География
Расположена в восточной части страны. На западе граничит с мухафазой Хадрамаут, на востоке — с Оманом. На юге омывается водами Аравийского моря. География Эль-Махра сходна с географией соседней провинции Омана — Дофар. На севере поднимаются горы Махрат высотой до 1300 м и простирается пустыня Руб-эль-Хали, побережье подвержено сезонным муссонам, во время которых атмосфера становится влажной и туманной, а скудная растительность превращается в пышные долины и леса.

## Население
По данным на 2013 год численность населения составляет 127 308 человек. Вдобавок к арабскому население провинции также говорит на южноаравийском языке мехри.
Динамика численности населения мухафазы по годам:
| 1988   | 1994   | 2004   | 2013    |
| ------ | ------ | ------ | ------- |
| 44 200 | 56 425 | 89 093 | 127 308 |

## Мудирийи Махры
- Al Ghaydah
- Al Masilah
- Hat
- Hawf
- Huswain
- Man'ar
- Qishn
- Sayhus
- Shahan